# خلية عضلية

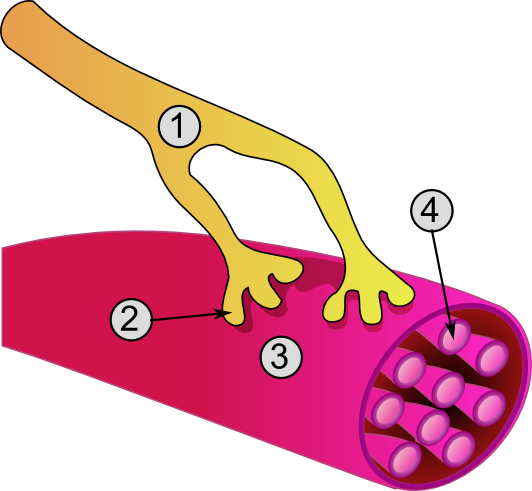
البنية الكلية لخلية عضلية والموصِل العصبي العضلي:
1. محور عصبي
2. وصلة عصبية عضلية
3. ليف عضلي (خلية عضلية)
4. لييفة عضلية

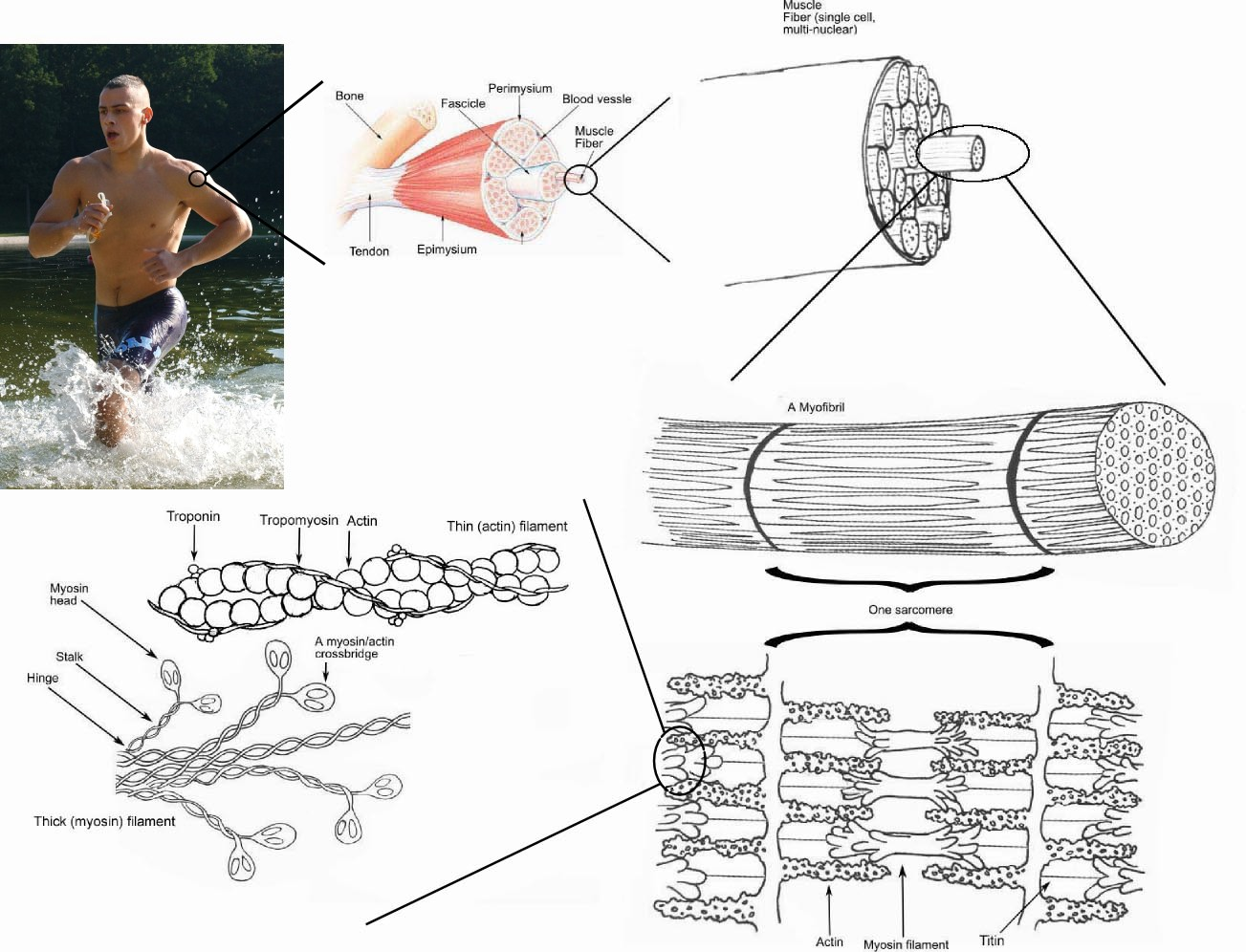
مقطع يوضح تركيب عضلة من خلايا عضلية

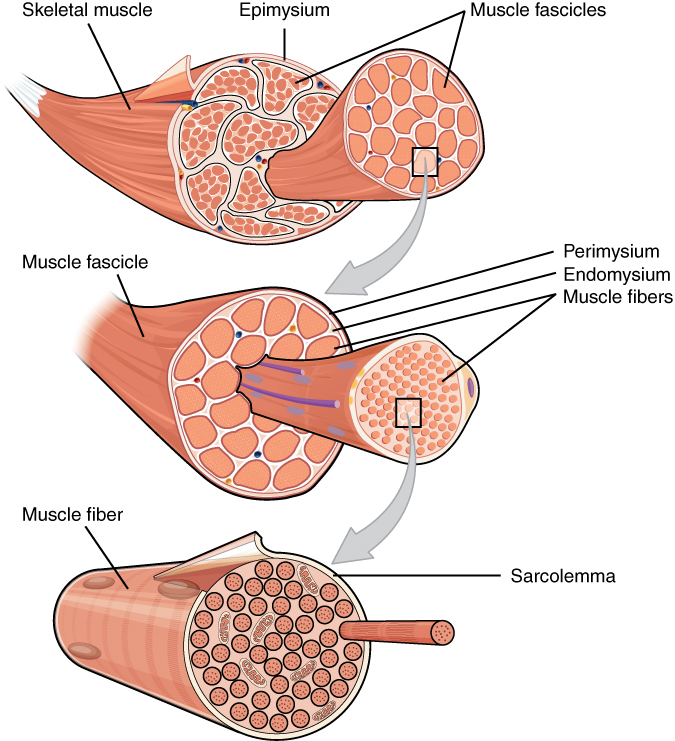
عضلة, وحزمة عضلية و ألياف عضلية مع ميوفيبريلين (أسفل).

بنية ليفة عضلية. (أسفل) جزيئات أكتين وميوسين متداخلة لتنقبض وتنفرج.

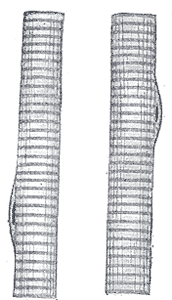
ألياف عضلية

الخلية العضلية (كما تُعرَف بـخلية العضلة أو الليف العضلي) هي نوع من أنواع الخلايا توجد في نسيج العضلة وهي خلايا عضلية طويلة. تلك الخلايا الطويلة أنبوبية الشكل تنشأ نمائيا من الأرومة العضلية لتكوين العضلة. وهناك أشكال عديدة للخلية العضلية منها: الهيكلية ، و القلبية، والملساء، ولكل منها خواص عدة. والخلية العضلية القلبية هي المسؤولة عن توليد الدفعات الكهربائية التي تتحكم في معدل ضربات القلب، ضمن أمورٍ أخرى.

## البنية
المصطلحات الخاصة بالخلية العضلية عائدة إلى بنيتها المجهرية المميزة. سُميت سيتوبلازما الخلية العضلية ساركوبلازم؛ وتُدعى الشبكة الهيولية (الإندوبلازمية) العضلية الشبكة الساركوبلازمية؛ ويُسمى غشاء الخلية العضلية ساركوليما. يستقبل الساركوليما المنبهات وينقلها.

### خلايا العضلات الهيكلية
خلايا العضلات الهيكلية هي الخلايا المفردة القابلة للتقبض ضمن العضلات، وتُسمى الألياف العضلية بسبب مظهرها الخيطي الطويل. تحتوي العضلة ذات الرأسين العضدية عند الذكر البشري البالغ على نحو 253,000 ليف عضلي. ألياف العضلات الهيكلية هي الخلايا العضلية الوحيدة متعددة النوى وتسمى أنويتها الأنوية العضلية. يحدث هذا خلال تكوين العضلات إذ تتشكل الخلية العضلية من اندماج أرومات عضلية تعطي كل أرومة نواة واحدة للخلية العضلية المتشكلة أو النبيب العضلي. يعتمد الاندماج على بروتينات خاصة بالعضلات تُعرف باسم فوسوجينات وتسمى مَيوميكر ومَيوميرجر.
تحتوي الألياف العضلية المخططة على الُلييفات التي تتكون من سلاسل بروتينية طويلة من الخيوط العضلية. توجد ثلاثة أنواع من الخيوط العضلية: رقيقة وسميكة ومرنة، تعمل معًا لإنتاج تقلص العضلات. تتكون الخيوط الرقيقة من الأكتين وتتكون الخيوط السميكة من الميوزين و تحدث عملية الانقباض العضلي بانزلاق هذان الخيطان فوق بعضهما أو ما يسمى بنظرية الخيط المنزلق . النوع الثالث من الخيوط العضلية هو الخيوط المرنة المكونة من التيتين الذي يربط خيوط الميوسين ببعضها، ويعد من أكبر البروتينات المتواجدة في الجسم.
في تخططات الحزم العضلية، يشكل الميوزين الخيوط العاتمة التي تُكوّن الحزم إيه. تشكل خيوط الأكتين الرقيقة الخطوط النيّرة التي تسمى الحزم آي. تسمى أصغر وحدة انقباض في الألياف العضلية الساركومير وهي وحدة تتكرر بين نطاقي زيد. تحتوي الهيولى العضلية أيضًا على الغليكوجين الذي يوفر الطاقة للخلية خلال ممارسة التمارين المجهدة، والميوغلوبين، وهو الصباغ الأحمر الذي يخزن الأكسجين إلى حين حاجة العضلات.
الشبكة الهيولية العضلية (الشبكة الساركوبلازمية)، وهي نوع متخصص من الشبكة الهيولية الملساء، تشكل شبكة حول كل لييف عضلي ضمن الليف العضلي. وتتألف هذه الشبكة من مجموعات تتكون الواحدة منها من ثنائية من الحويصلات النهائية المتوسعة التي تدعى الصهاريج الطرفية، ونُبيب تي واحد (نُبيب عرضي)، ينفذ عبر الخلية إلى الجانب الآخر؛ تشكل هذه المكونات ثلاثيات ضمن الشبكة الهيولية العضلية، كل أنبوب تي فيها مزود بصهريجين طرفيين على جانبيه. تشكل الشبكة الهيولية العضلية خزانًا لشوارد الكالسيوم، لذلك عندما ينتشر كمون العمل من خلال النبيب، فإنه ينبه الشبكة الهيولية العضلية لإطلاق شوارد الكالسيوم عبر القنوات الغشائية المبوبة لتحفيز تقلص العضلات.
في نهاية كل ليف عضلي في العضلات الهيكلية، تجتمع الطبقة الخارجية من الساركوليما مع ألياف الوتر عند الوصل العضلي الوتري. وضمن الألياف العضلية على السطح الداخلي للساركوليما توجد أنوية مسطحة متعددة؛ تنتج الحالة متعددة النوى في الحياة الجنينية عن اندماج أرومات عضلية متعددة لتشكيل ليف عضلي، وتعطي كل أرومة عضلية نواتها لتشكيل خلية عضلية واحدة متعددة النوى.

### الخلايا العضلية القلبية
يحتوي غشاء الخلية العضلية القلبية على الكثير من المناطق المتخصصة، والتي يمكن أن تشمل القرص البيني، والنبيبات العرضية. ويُغطى غشاء الخلية بغلالة رقيقة عرضها 50 نانومتر تقريبًا. تُقسم الغلالة الرقيقة إلى طبقتين؛ الصفيحة الكثيفة والصفيحة النيّرة. يمكن أن توجد أنواع مختلفة من الأيونات بين هاتين الطبقتين، بما فيها الكالسيوم.
الخلية العضلية القلبية مخططة كالخلية العضلية الهيكلية وتحتوي على اللييفات والساركوميرات مثلها. يتثبت الغشاء الخلوي على الهيكل الخلوي من خلال ألياف مثبِتة عرضها 10 نانومتر تقريبًا. توجد هذه الألياف عمومًا عند الخطوط زيد وتشكل أخاديدًا تسمح للنبيبات بالبروز. في الخلية العضلية القلبية، يتشكل سطح صدفي نتيجة هذه العملية.
الهيكل الخلوي هو ما تنشأ عنه بقية أجزاء الخلية وله وظيفتان أساسيتان؛ الأولى تحقيق الاستقرار في مواقع المكونات داخل الخلية والثانية المساعدة في ضبط حجم الخلية وشكلها. الوظيفة الأولى مهمة للعمليات الكيميائية الحيوية، إلا أن الأخيرة حاسمة في تحديد نسبة سطح الخلية إلى حجمها. ويؤثر هذا بشكل كبير على الخصائص الكهربائية للخلايا القابلة للاستثارة. ويمكن أن يكون الانحراف عن الشكل والحجم القياسيين للخلية تأثيرًا إنذاريًا سلبيًا.

### الخلايا العضلية الملساء
لا تحوي الخلايا العضلية الملساء لييفات أو ساركوميرات، وبالتالي لا تبدي مظهرًا مخططًا ومن هنا جاءت تسميتها. توجد في جدران الأعضاء المجوفة، كالمعدة والأمعاء والمثانة والرحم، وفي جدران الأوعية الدموية، وفي المسالك التنفسية والبولية والجهاز التناسلي. وفي العينين، ترخي العضلات الهدبية القزحية وتقلصها وتغير شكل العدسة. في الجلد، توجد الخلايا العضلية الملساء في العضلة الناصبة للشعرة التي تسبب انتصاب الشعر استجابة لانخفاض درجة الحرارة أو الخوف.
خلايا العضلات الملساء مغزلية الشكل ذات وسط عرض ونهايتين مستدقتين. تحوي نواة واحدة ويتراوح طولها بين 30 إلى 200 ميكرومتر. وهي أقصر بآلاف المرات من ألياف العضلات الهيكلية. قطر الخلايا العضلية الملساء أصغر بكثير ما يلغي الحاجة إلى وجود النبيبات تي الموجودة في الخلايا العضلية المخططة. على الرغم من أن الخلايا العضلية الملساء تفتقر إلى الساركوميرات واللييفات إلا أنها تحتوي على كميات كبيرة من بروتينات التقلص الأكتين والميوزين. تتثبت خيوط الأكتين من خلال الأجسام الكثيفة (الشبيهة بالأقراص زيد في الساركوميرات) على الساركوليما.

## اصطلاحات
ألزمت البنية المجهرية غير المعتادة للخلايا العضلية علماء الأحياء الخلوية القيام باستحداث مصطلحات فنية تناسب التخصص. فكل مصطلح يستخدم في دراسة الخلية العضلية له نظيره في الاصطلاحات التي تشير إلى أنواعٍ أخرى من الخلايا:
| الخلية العضلية                  | خلايا عضوية أخرى                 |
| سركوبلازم                       | السيتوبلازما (الهيولي)           |
| الشبكة الهيولية العضلية         | الشبكة الهيولية الباطنة الملساء  |
| السركوسوم (الجُسيم العضلي)       | المتقدرة                         |
| غِمد العضل (غلاف الليفة العضلية) | الغشاء الخلوي أو الغشاء البلازمي |

## اللييفة العضلية

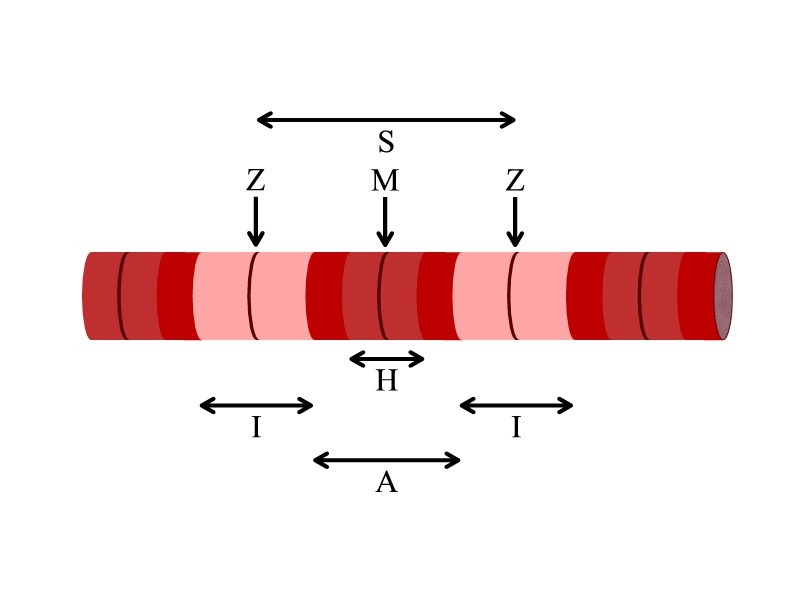
جزء من لييفة عضلية، توضح بنية القسيم العضلي:
S = القسيم العضلي، وحدة من وحدات وظائف العضلة
A = شريط، منطقة ميوزين
I = شريط، منطقة أكتين
H = منطقة، منطقة من الميوزين
Z = خط، أطراف القسيم العضلي
M = خط، مركز القسيم العضلي

وتحتوي كل خلية عضلية على عدد من اللييفة العضلية، وهي عبارة عن سلاسل طويلة من القسيم العضلي الذي يمثل الوحدات القلوصة (الانقباضية) في الخلية. وخلية واحدة من العضلة ذات الرأسين العضدية قد تحتوي على مائة ألف قُسيم عضلي. ولا تُقسّم اللييفات العضلية في خلايا العضلات الملساء إلى قُسيمات عضلية. ويتكون القسيم العضلي من خيوط سميكة وأخرى رفيعة. والخيوط الرفيعة هي خيوط الأكتين (وهو بروتين مسؤول عن انقباض العضلات)، بينما تتكون الخيوط السميكة من عدد من بروتينات الميوسين. ولا يحتوي القسيم العضلي على عضيات ولا على نواة. وتُحاط اللييفة العضلية الأحادية بـ غمد الليف العضلي.
وفي داخل الخلية العضلية، تتصل الليفات العضلية ببعضها البعض بـغمد الليف العضلي فتشكل حزمًا تُسمى بـحزم، ثم تتحد تلك الحزم التي تُكون بدورها نسيجا عضليا، يتغلف بغمد الظهارة الظاهرة للحزمة العضلية. وينتشر المغزل العضلي على طول العضلة ويُزود الجهاز العصبي المركزي بالمعلومات والتغذية الرجعية الحسية.

## تحكم وظيفي
FERMT2 يلعب دورا في تطاول المغزل
GATA4 and GATA6 يلعب دورا في التمايز

## الأرومة العضلية
الأرومة العضلية هي نوع جنيني من الخلية السلفية التي تمايز وتنتج عنه الخلية العضلية.
تتكون ألياف العضلة الهيكلية حينما تلتحم الأرومات العضلية ببعضها البعض، ولذا تكون الألياف العضلية متعددة النوى (تنشأ كل نواة من أرومة عضلية منفصلة). والتحام الأرومات العضلية خاص بالعضلة الهيكلية (مثال: العضلة ذات الرأسين العضدية) وليس العضلة القلبية أو العضلة الملساء.
وتفقد الأرومة العضلية التي لا تشكل أليافًا عضلية تفقد التمايز وتعود إلى الخلايا الساتلة. وتبقى الخلايا الساتلة هذه مجاورة لألياف العضلة فيما بين غمد الليف العضلي والظهارة الغائرة للحزمة العضلية (وهي النسيج الضام الذي يقسم حزمة العضلات إلى ألياف أحادية).

## وصلات خارجية
- http://www.ivy-rose.co.uk/HumanBody/Muscles/Muscle_Cell.php